# 050 (prefisso)
050 è il prefisso telefonico del distretto di Pisa, appartenente al compartimento omonimo.
Il distretto comprende la parte nord-occidentale della provincia di Pisa. Confina con i distretti di Viareggio (0584) e di Lucca (0583) a nord, di Pontedera (0587) a est e di Livorno (0586) a sud-ovest.

## Aree locali e comuni
Il distretto di Pisa comprende 12 comuni compresi nelle 2 aree locali di Cascina (ex settori di Cascina e Fauglia) e Pisa. I comuni compresi nel distretto sono: Calci, Cascina, Castellina Marittima, Crespina, Fauglia, Lorenzana, Orciano Pisano, Pisa, San Giuliano Terme, Santa Luce, Vecchiano e Vicopisano.